# Henda Chebli
Henda Chebli (Grombalia, 28 febbraio 1981) è un'ex cestista tunisina.

## Carriera
Con la Tunisia ha disputato i Campionati mondiali del 2002.